# Haliplus mimeticus
Haliplus mimeticus är en skalbaggsart som beskrevs av Matheson 1912. Haliplus mimeticus ingår i släktet Haliplus och familjen vattentrampare. Inga underarter finns listade i Catalogue of Life.